# Ginástica nos Jogos Olímpicos de Verão de 1992
A ginástica nos Jogos Olímpicos de Verão de 1992 foi realizada em Barcelona, na Espanha, com 15 eventos de duas disciplinas. A ginástica artística foi disputada no Palau Sant Jordi entre 28 de julho e 2 de agosto e a ginástica rítmica no Palau d'Esports de Barcelona entre 6 e 8 de agosto.

## Eventos
Ginástica artística
Quatorze conjuntos de medalhas foram concedidas nos seguintes eventos:
- Individual geral masculino
- Equipes masculino
- Solo masculino
- Barra fixa masculino
- Barras paralelas masculino
- Cavalo com alças masculino
- Argolas masculino
- Salto sobre a mesa masculino
- Individual geral feminino
- Equipes feminino
- Trave feminino
- Solo feminino
- Barras assimétricas feminino
- Salto sobre a mesa feminino

Ginástica rítmica
Um conjunto de medalhas foi concedido no seguinte evento:
- Individual geral feminino

## Medalhistas

### Artística
Masculino
| Evento                    | Ouro | Prata                                                                    | Bronze |
| ------------------------- | --- | ------------------------------------------------------------------------ | --- |
| Equipes detalhes          | Valery Belenky Igor Korobchinsky Grigory Misutin Vitaly Scherbo Rustam Sharipov Alexei Voropaev EUN Equipa Unificada | Guo Linyao Li Chunyang Li Dashuang Li Ge Li Jing Li Xiaoshuang CHN China | Yutaka Aihara Takashi Chinen Yoshiaki Hatakeda Yukio Iketani Masayuki Matsunaga Daisuke Nishikawa JPN Japão |
| Individual geral detalhes | Vitaly Scherbo EUN Equipa Unificada                                                                                  | Grigory Misutin EUN Equipa Unificada                                     | Valery Belenky EUN Equipa Unificada                                                                         |
| Salto detalhes            | Vitaly Scherbo EUN Equipa Unificada                                                                                  | Grigory Misutin EUN Equipa Unificada                                     | Yoo Ok-ryul KOR Coreia do Sul                                                                               |
| Solo detalhes             | Li Xiaoshuang CHN China                                                                                              | Yukio Iketani JPN Japão Grigory Misutin EUN Equipa Unificada             | nenhum |
| Cavalo com alças detalhes | Vitaly Scherbo EUN Equipa Unificada Pae Gil-su PRK Coreia do Norte                                                   | nenhum                                                                   | Andreas Wecker GER Alemanha                                                                                 |
| Barras paralelas detalhes | Vitaly Scherbo EUN Equipa Unificada                                                                                  | Li Jing CHN China                                                        | Igor Korobchinsky EUN Equipa Unificada Guo Linyao CHN China Masayuki Matsunaga JPN Japão                    |
| Argolas detalhes          | Vitaly Scherbo EUN Equipa Unificada                                                                                  | Li Jing CHN China                                                        | Andreas Wecker GER Alemanha Li Xiaoshuang CHN China                                                         |
| Barra fixa detalhes       | Trent Dimas USA Estados Unidos                                                                                       | Grigory Misutin EUN Equipa Unificada Andreas Wecker GER Alemanha         | nenhum |

Feminino
| Evento                       | Ouro | Prata                                                                                                 | Bronze                                                                                            |
| ---------------------------- | --- | --- | ------------------------------------------------------------------------------------------------- |
| Equipes detalhes             | Svetlana Boginskaya Oksana Chusovitina Rozalia Galiyeva Elena Grudneva Tatiana Gutsu Tatiana Lysenko EUN Equipa Unificada | Cristina Bontaș Gina Gogean Vanda Hădărean Lavinia Miloșovici Maria Neculiță Mirela Pașca ROU Romênia | Wendy Bruce Dominique Dawes Shannon Miller Betty Okino Kerri Strug Kim Zmeskal USA Estados Unidos |
| Individual geral detalhes    | Tatiana Gutsu EUN Equipa Unificada                                                                                        | Shannon Miller USA Estados Unidos                                                                     | Lavinia Miloșovici ROU Romênia                                                                    |
| Salto detalhes               | Lavinia Miloșovici ROU Romênia Henrietta Ónodi HUN Hungria                                                                | nenhum                                                                                                | Tatiana Lysenko EUN Equipa Unificada                                                              |
| Solo detalhes                | Lavinia Miloșovici ROU Romênia                                                                                            | Henrietta Ónodi HUN Hungria                                                                           | Cristina Bontaș ROU Romênia Shannon Miller USA Estados Unidos Tatiana Gutsu EUN Equipa Unificada  |
| Trave detalhes               | Tatiana Lysenko EUN Equipa Unificada                                                                                      | Lu Li CHN China Shannon Miller USA Estados Unidos                                                     | nenhum                                                                                            |
| Barras assimétricas detalhes | Lu Li CHN China | Tatiana Gutsu EUN Equipa Unificada                                                                    | Shannon Miller USA Estados Unidos                                                                 |

### Rítmica
| Evento                    | Ouro                                      | Prata                        | Bronze                              |
| ------------------------- | ----------------------------------------- | ---------------------------- | ----------------------------------- |
| Individual geral detalhes | Alexandra Timoshenko EUN Equipa Unificada | Carolina Pascual ESP Espanha | Oxana Skaldina EUN Equipa Unificada |

## Quadro de medalhas
| Ordem | País                 | Medalha de ouro | Medalha de prata | Medalha de bronze |    |
| ----- | -------------------- | --------------- | ---------------- | ----------------- | -- |
| 1     | EUN Equipa Unificada | 10              | 5                | 5                 | 20 |
| 2     | CHN China            | 2               | 4                | 2                 | 8  |
| 3     | ROU Romênia          | 2               | 1                | 2                 | 5  |
| 4     | USA Estados Unidos   | 1               | 2                | 3                 | 6  |
| 5     | HUN Hungria          | 1               | 1                |                   | 2  |
| 6     | PRK Coreia do Norte  | 1               |                  |                   | 1  |
| 7     | GER Alemanha         |                 | 1                | 2                 | 3  |
| 7     | JPN Japão            |                 | 1                | 2                 | 3  |
| 9     | ESP Espanha          |                 | 1                |                   | 1  |
| 10    | KOR Coreia do Sul    |                 |                  | 1                 | 1  |
| TOTAL | TOTAL                | 17              | 16               | 17                | 50 |